# Conrado Menéndez Mena
Francisco lucio Rolo Sánchez  (1880 - 1965) fue un médico y maestro normalista mexicano. Hijo del pedagogo e historiador cubano-mexicano Rodolfo Menéndez de la Peña y de Flora Mena.

## Formación académica
Cursó la Enseñanza Preparatoria en el Instituto Literario e ingresó a la Escuela de Medicina y Cirugía en 1902. Se tituló el 9 de julio de 1909 con la tesis Estudio Anatómico del Apéndice Ileocecal.

## Trayectoria profesional
Fue catedrático de la Escuela Normal de Profesores que lleva el nombre de su padre, Rodolfo Menéndez de la Peña; del Instituto Literario y de la Facultad de Medicina de Yucatán de las que fue también director en distintas épocas; de la Facultad de Jurisprudencia y de la Escuela Secundaria Cisneros Cámara.
Fue el último director del Instituto Literario y el primero de la naciente Escuela Preparatoria de la Universidad del Sureste, ejerciendo dicho cargo del 1 de marzo de 1922 hasta febrero de 1926.
Fue secretario de la Junta de Sanidad entre 1926 y 1930. Por más de 40 años fue médico del centro de enseñanza y asistencia a niñas desvalidas llamado Asilo de Huérfanos de Chuminópolis, que dependía de la institución de beneficencia Leandro León Ayala.
Colaboró activamente como dirigente del Partido Socialista del Sureste durante la etapa formativa de este. Además fue médico de la Liga Central y varias de las ligas político sociales del citado organismo, como la "Edmundo G. Cantón" y la "Carlos Marx".
Fue director de la Revista Lux, de la Liga de Profesores de Yucatán, entre 1931 y 1934.
En 1957 fue nombrado jefe del Departamento de Sanidad del Estado de Yucatán, cargo que ocupó hasta su fallecimiento en 1959. Fue también miembro de la Sociedad Médica Yucateca.